# 何塞·多雷斯特
何塞·多雷斯特（西班牙語：José Doreste，1956年9月19日—），西班牙男子帆船运动员。他曾代表西班牙参加1976年、1980年、1984年、1988年和1996年夏季奥林匹克运动会帆船比赛，其中1988年奥运会获得一枚金牌。

## 家庭
弟弟古斯塔沃·多雷斯特、路易斯·多雷斯特。